# Estany de Baborte
L'estany de Baborte és un llac glacial que ocupa la cubeta inferior del Circ de Baborte. Està situat a 2.368 metres d'altitud, i la seva superfície és de 8,4 hectàrees. Forma part del Parc Natural de l'Alt Pirineu, i pertany al terme municipal d'Alins, a la comarca del Pallars Sobirà.
Prop de a seva riba nord es troba el refugi del Cinquantenari, no guardat.
El topònim té un origen basc. L'estany pren nom del circ. En el circ d'estanys hi ha grans prades, i el nom deu venir d'un derivat de behor-ti format amb el sufix base -Ti de funció col·lectiva (o bé locativa) i el basc behor egua: lloc apropiat per a les eugassades.
L'emissari de l'estany, anomenat Barranc de Baborte, desaigua per la dreta al riu Noguera de Vallferrera.